# Romuald Łukaszyk
Romuald Łukaszyk (ur. 31 stycznia 1930 w Borku Wielkopolskim, zm. 25 czerwca 1981 w Lublinie) – polski ksiądz katolicki, doktor teologii, współredaktor Encyklopedii katolickiej.

## Biografia
Ks. Romuald Łukaszyk urodził się 31 stycznia 1930 roku w Borku Wielkopolskim, w rodzinie urzędnika pocztowego Franciszka i Julianny z Pawlaczyków. Do szkoły powszechnej uczęszczał w Krobi. Po wybuchu II wojny światowej uczęszczał do niemieckiej szkoły w Krobi. W 1945 roku kontynuował naukę w Państwowym Gimnazjum i Liceum w Gostyniu, gdzie był członkiem Sodalicji Mariańskiej. W latach 1946–1949 był harcerzem. Po zdaniu matury 11 maja 1949 roku wstąpił do Wyższego Seminarium Duchownego w Poznaniu. Studiował w Gnieźnie i Poznaniu. Święcenia kapłańskie przyjął 4 czerwca 1955 roku.
Po święceniach zastępował proboszcza w parafii w Dalewie i Mórce. Następnie pracował w Sierakowie i Poznaniu. 1 lipca 1956 roku został wikarym w parafii katedralnej. Dojeżdżał tez do Owińsk, do zakładu wychowawczego, gdzie katechizował. Od 1985 roku był wikariuszem w parafii św. Marii Magdaleny w Poznaniu oraz prefektem w VI Liceum Ogólnokształcącym im. I.J. Paderewskiego (lata 1957–1959).
W 1959 roku abp Antoni Baraniak skierował ks. Łukaszyka na studia specjalistyczne na Katolickim Uniwersytecie Lubelskim. W 1966 roku ks. Łukaszyk obronił pracę doktorską i pozostał na uczelni jako adiunkt. Oprócz pracy dydaktycznej działał jako członek współpracownik Towarzystwa Naukowego KUL. W 1969 roku powołano go do zespołu redakcyjnego Encyklopedii katolickiej, przekształconego następnie w Międzywydziałowy Zakład Leksykograficzny KUL-u. W 1975 roku ks. Łukaszyk został docentem. Większość pracy poświęcał redagowaniu Encyklopedii, której kolejne tomy ukazywały się w latach 1973–1979. 3 grudnia 1981 roku, już po śmierci ks. Łukaszyka, zespół redakcyjny otrzymał Nagrodę Edytorską Polskiego PEN CLUBU.
Ks. Romuald Łukaszyk zmarł w szpitalu w Lublinie 25 czerwca 1981 roku. Został pochowany na cmentarzu w Krobi.